# Hindi Zahra
Hindi Zahra (właśc. Zahra Hindi, arab. زهرة هندي, berb. ⵀⵉⵏⴷⵉ ⵣⴰⵀⵕⴰ, ur. 1979 w Churibka, Maroko) – francusko-marokańska piosenkarka pochodzenia berberyjskiego.
Zahra urodziła się jako córka Marokanki i Francuza. Spędziła dzieciństwo w Maroku. W wieku 15 lat przeniosła się do części swojej rodziny mieszkającej w Paryżu. Mając 18 lat, zaczęła pracować w Luwrze.
Większość jej piosenek to utwory w języku angielskim, jednakże tworzy również w dialekcie berberyjskim (np. utwór "Imik si mik"). W 2010 roku wydała album Handmade. W listopadzie tego samego roku dostała francuską nagrodę Constantin za Najlepszy Album Roku.
Jej muzyka porównywana jest do twórczości takich piosenkarek jak na przykład Billie Holiday i Norah Jones.

## Dyskografia
- 2009 - Hindi Zahra EP
- 2010 - Handmade (Blue Note/EMI)
- 2011 - Until the next journey EP
- 2015 - Homeland (Oursoul Records)